# Списък на произведенията на Йохан Себастиан Бах
Днес са известни над 1000 музикални произведения, написани от Йохан Себастиан Бах. По-долу са изброени неговите произведения, както са според каталога BWV, включително спорните съчинения в Приложението (Anhang) и произведения, приписвани по-рано на Й. С. Бах и получили номер BWV. Някои жанрове са изнесени в отделни статии: виж Кантати на Йохан Себастиан Бах, Хорали на Йохан Себастиан Бах и Песни и арии на Йохан Себастиан Бах.

## Вокални произведения

### Кантати(1—224)
- BWV 1 Wie schön leuchtet der Morgenstern
- BWV 2 Ach Gott, vom Himmel sieh darein
- BWV 3 Ach Gott, wie manches Herzeleid
- BWV 4 Christ lag in Todesbanden
- BWV 5 Wo soll ich fliehen hin
- BWV 6 Bleib bei uns, denn es wird Abend werden
- BWV 7 Christ unser Herr zum Jordan kam
- BWV 8 Liebster Gott, wenn wird ich sterben
- BWV 9 Es ist das Heil uns kommen her
- BWV 10 Meine Seel erhebt den Herren
- BWV 11 Lobet Gott in seinen Reichen
- BWV 12 Weinen, Klagen, Sorgen, Zagen
- BWV 13 Meine Seufzer, meine Tränen
- BWV 14 Wär Gott nicht mit uns diese Zeit
- BWV 15 Denn du wirst meine Seele nicht inder Hölle lassen
- BWV 16 Herr Gott, dich loben wir
- BWV 17 Wer Dank opfert, der preiset mich
- BWV 18 Gleichwie der Regen und Schnee vom Himmel fällt
- BWV 19 Es erhub sich ein Streit
- BWV 20 O Ewigkeit, du Donnerwort
- BWV 21 Ich hatte viel Bekümmernis
- BWV 22 Jesus nahm zu sich die Zwölfe
- BWV 23 Du wahrer Gott und Davids Sohn
- BWV 24 Ein ungefärbt Gemüte
- BWV 25 Es ist nichts Gesundes an meinem Lebe
- BWV 26 Ach wie flüchtig, ach wie nichtig
- BWV 27 Wer weiß, wie nahe mir mein Ende
- BWV 28 Gottlob! Nun geht das Jahr zu Ende
- BWV 29 Wir danken dir, Gott, wir danken dir
- BWV 30 Freue dich, erlöste Schar
- BWV 30a Angenehmes Wiederau, freue dich in deinen Auen
- BWV 31 Der Himmel lacht! Die Erde jubilieret
- BWV 32 Liebster Jesu, mein Verlangen
- BWV 33 Allein zu dir, Herr Jesu Christ
- BWV 34 O ewiges Feuer, o Ursprung der Liebe
- BWV 34a O ewiges Feuer, o Ursprung der Liebe
- BWV 35 Geist und Seele wird verwirret
- BWV 36 Schwingt freudig euch empor
- BWV 36 Schwingt freudig euch empor
- BWV 36a Steigt freudig in die Luft
- BWV 36b Die Freude reget sich
- BWV 36c Schwingt freudig euch empor
- BWV 37 Wer da gläubet und getauft wird
- BWV 38 Aus tiefer Not schrei ich zu dir
- BWV 39 Brich dem Hungrigen dein Brot
- BWV 40 Darzu ist erschienen der Sohn Gottes
- BWV 41 Jesu, nun sei gepreiset
- BWV 42 Am Abend aber desselbigen Sabbat
- BWV 43 Gott fähret auf mit Jauchzen
- BWV 44 Sie werden euch in den Bann tun
- BWV 45 Es ist dir gesagt, Mensch, was gut ist
- BWV 46 Schauet doch und sehet, ob irgend ein Schmerz sei
- BWV 47 Wer sich selbst erhöhet, der soll erniedrigt werden
- BWV 48 Ich elender Mensch, wer wird mich erlösen
- BWV 49 Ich geh und suche mit Verlangen
- BWV 50 Nun ist das Heil und die Kraft
- BWV 51 Jauchzet Gott in allen Landen
- BWV 52 Falsche Welt, dir trau ich nicht
- BWV 53 Schlage doch gewünschte Stunde
- BWV 54 Widerstehe doch der Sünde
- BWV 55 Ich armer Mensch, ich Sündenknecht
- BWV 56 Ich will den Kreuzstab gerne tragen
- BWV 57 Selig ist der Mann
- BWV 58 Ach Gott, wie manches Herzeleid
- BWV 59 Wer mich liebet, der wird mein Wort halten
- BWV 60 O Ewigkeit, du Donnerwort
- BWV 61 Nun komm, der Heiden Heiland
- BWV 62 Nun komm, der Heiden Heiland
- BWV 63 Christen, ätzet diesen Tag
- BWV 64 Sehet, welch eine Liebe hat uns der Vater erzeiget
- BWV 65 Sie werden aus Saba alle kommen
- BWV 66 Erfreuet ech, ihr Herzen
- BWV 66a Der Himmel dacht auf Anhalts Ruhm und Glück
- BWV 67 Halt im Gedachtnis Jesum Chris
- BWV 68 Also hat Gott die Welt geliebt
- BWV 69 Lobe den Herrn, meine Seele
- BWV 69a Lobe den Herrn, meine Seele
- BWV 70 Wachet! betet! betet! wachet!
- BWV 70a Wachet! betet! betet! wachet!
- BWV 71 Gott ist mein König
- BWV 72 Alles nur nach Gottes Willen
- BWV 73 Herr, wie du willt, so schicks mit mir
- BWV 74 Wer mich liebet, der wird mein Wort halten
- BWV 75 Die Elenden sollen essen
- BWV 76 Die Himmel erzählen die Ehre Gottes
- BWV 77 Du sollt Gott, deinen Herren, lieben
- BWV 78 Jesu, der du meine Seele
- BWV 79 Gott, der Herr, ist Sonn und Schild
- BWV 80 Ein feste Burg ist unser Gott
- BWV 80a Alles, was von Gott geboren
- BWV 80b Ein feste Burg ist unser Gott
- BWV 81 Jesus schläft, was soll ich hoffen
- BWV 82 Ich habe genug
- BWV 83 Erfreute Zeit im neuen Bunde
- BWV 84 Ich bin vergnügt mit meinem Glücke
- BWV 85 Ich bin ein guter Hirt
- BWV 86 Wahrlich, wahrlich, ich sage euch
- BWV 87 Bisher habt ihr nichts gebeten in meinem Namen
- BWV 88 Siehe, ich will viel Fischer aussenden
- BWV 89 Was soll ich aus dir machen, Ephraim
- BWV 90 Es reißet euch ein schrecklich Ende
- BWV 91 Gelobet seist du, Jesu Christ
- BWV 92 Ich hab in Gottes Herz und Sinn
- BWV 93 Wer nur den lieben Gott läßt walten
- BWV 94 Was frag ich nach der Welt
- BWV 95 Christus, der ist mein Leben
- BWV 96 Herr Christ, der einge Gottessohn
- BWV 97 In allen meinen Taten
- BWV 98 Was Gott tut, das ist wohlgetan
- BWV 99 Was Gott tut, das ist wohlgetan
- BWV 100 Was Gott tut, das ist wohlgetan
- BWV 101 Nimm von uns, Herr, du treuer Gott
- BWV 102 Herr, deine Augen sehen nach dem Glauben
- BWV 103 Ihr werdet weinen und heulen
- BWV 104 Du Hirte Israel, höre
- BWV 105 Herr, gehe nicht ins Gericht
- BWV 106 Gottes Zeit ist die allerbeste Zeit
- BWV 107 Was willst du dich betrüben
- BWV 108 Es ist euch gut, daß ich hingehe
- BWV 109 Ich glaube, lieber Herr, hilf meinem Unglauben
- BWV 110 Unser Mund sei voll Lachens
- BWV 111 Was mein Gott will, das g'scheh allzeit
- BWV 112 Der Herr ist mein getreuer Hirt
- BWV 113 Herr Jesu Christ, du höchstes Gut
- BWV 114 Ach, lieben Christen, seid getrost
- BWV 115 Mache dich, mein Geist, bereit
- BWV 116 Du Friedefürst, Herr Jesu Christ
- BWV 117 Sei Lob und Ehr dem höchsten Gut
- BWV 118 O Jesu Christ, mein's Lebens Licht
- BWV 119 Preise, Jerusalem, den Herrn
- BWV 120 Gott, man lobet dich in der Stille
- BWV 120a Herr Gott, Beherrscher aller Dinge
- BWV 120b Gott, man lobet dich in der Stille
- BWV 121 Christum wir sollen loben schon
- BWV 122 Das neugeborne Kindelein
- BWV 123 Liebster Immanuel, Herzog der Frommen
- BWV 124 Meinen Jesum laß ich nicht
- BWV 125 Mit Fried und Freud ich fahr dahin
- BWV 126 Erhalt uns, Herr, bei deinem Wort
- BWV 127 Herr Jesu Christ, wahr' Mensch und Gott
- BWV 128 Auf Christi Himmelfahrt allein
- BWV 129 Gelobet sei der Herr, mein Gott
- BWV 130 Herr Gott, dich loben wir
- BWV 131 Aus der Tiefen rufe ich, Herr, zu dir
- BWV 131a Fuge in g aus BWV 131, Satz 5
- BWV 132 Bereitet die Wege, bereitet die Bahn
- BWV 133 Ich freue mich in dir
- BWV 134 Ein Herz, das seinen Jesum lebend weiß
- BWV 134a Die Zeit, die Tag und Jahre macht
- BWV 135 Ach Herr, mich armen Sünder
- BWV 136 Erforsche mich, Gott, und erfahre mein Herz
- BWV 137 Lobe den Herren, den mächtigen König der Ehren
- BWV 138 Warum betrübst du dich, mein Herz
- BWV 139 Wohl dem, der sich auf seinen Gott
- BWV 140 Wachet auf, ruft uns die Stimme
- BWV 141 Das ist je gewißlich wahr
- BWV 142 Uns ist ein Kind geboren
- BWV 143 Lobe den Herrn, meine Seele
- BWV 144 Nimm, was dein ist, und gehe hin
- BWV 145 Ich lebe, mein Herze, zu deinem Ergötzen
- BWV 146 Wir müssen durch viel Trübsal in das Reich Gottes eingehen
- BWV 147 Herz und Mund und Tat und leben
- BWV 147a Herz und Mund und Tat und Leben
- BWV 148 Bringet dem Herrn Ehre seines Namens
- BWV 149 Man singet mit Freuden vom Sieg
- BWV 150 Nach dir, Herr, verlanget mich
- BWV 151 Süßer Trost, mein Jesus kömmt
- BWV 152 Tritt auf die Glaubensbahn
- BWV 153 Schau, lieber Gott, wie meine Feind
- BWV 154 Mein liebster Jesus ist verloren
- BWV 155 Mein Gott, wie lang, ach lange
- BWV 156 Ich steh mit einem Fuß im Grabe
- BWV 157 Ich lasse nicht, du segnest mich denn
- BWV 158 Der Friede sei mit dir
- BWV 159 Sehet, wir gehn hinauf gen Jerusalem
- BWV 160 Ich weiß, das mein Erlöser lebt
- BWV 161 Komm, du süße Todesstunde
- BWV 162 Ach, ich sehe, itzt, da ich zur Hochzeit gehe
- BWV 163 Nur jedem das Seine
- BWV 164 Ihr, die ihr euch von Christo nennet
- BWV 165 O heilges Geist- und Wasserbad
- BWV 166 Wo gehest du hin?
- BWV 167 Ihr Menschen, rühmet Gottes Liebe
- BWV 168 Tue Rechnung! Donnerwort
- BWV 169 Gott soll allein mein Herze haben
- BWV 170 Vergnügte Ruh, beliebte Seelenlust
- BWV 171 Gott, wie dein Name, so ist auch dein Ruhm
- BWV 172 Erschallet, ihr Lieder
- BWV 173 Erhöhtes Fleisch und Blut
- BWV 173a Durchlauchster Leopold
- BWV 174 Ich liebe den Höchsten von ganzem Gemüte
- BWV 175 Er rufet seinen Schafen mit Namen
- BWV 176 Es ist ein trotzig und verzagt Ding
- BWV 177 Ich ruf zu dir, Herr Jesu Christ
- BWV 178 Wo Gott der Herr nicht bei uns hält
- BWV 179 Siehe zu, daß deine Gottesfurcht nicht Heuchelei sei
- BWV 180 Schmücke dich, o liebe Seele
- BWV 181 Leichtgesinnte Flattergeister
- BWV 182 Himmelskönig, sei willkommen
- BWV 183 Sie werden euch in den Bann tun
- BWV 184 Erwünschtes Freudenlicht
- BWV 184a Erwünschtes Freudenlicht
- BWV 185 Barmherziges Herze der ewigen Liebe
- BWV 186 Ärgre dich, o Seele, nicht
- BWV 186a Ärgre dich, o Seele, nicht
- BWV 187 Es wartet alles auf dich
- BWV 188 Ich habe meine Zuversicht
- BWV 189 Meine Seele rühmt und preist
- BWV 190 Singet dem Herrn ein neues Lied
- BWV 190a Singet dem Herrn ein neues Lied
- BWV 191 Gloria in excelsis Deo
- BWV 192 Nun danket alle Gott
- BWV 193 Ihr Tore zu Zion
- BWV 193a Ihr Häuser des Himmels, ihr scheinenden Lichter
- BWV 194 Höchsterwünschtes Freudenfest
- BWV 195 Dem Gerechten muß das Licht
- BWV 196 Der Herr denket an uns
- BWV 197 Gott ist unsre Zuversicht
- BWV 197a Ehre sei Gott in der Höhe
- BWV 198 Laß, Fürstin, laß noch einen Strahl
- BWV 199 Mein Herze schwimmt in Blut
- BWV 200 Bekennen will ich seinen Namen
- BWV 201 Geschwinde, geschwinde, ihr wirbelnden Winde
- BWV 202 Weichet nur, betrübte Schatten
- BWV 203 Amore traditore
- BWV 204 Ich bin in mir vergnügt
- BWV 205 Zerreißet, zersprenget, zertrümmert die Gruft
- BWV 205a Blast Lärmen, ihr Feinde! Verstärket die Macht
- BWV 206 Schleicht, spielende Wellen, und murmelt gelinde
- BWV 207 Vereinigte Zwietracht der wechselnden Saiten
- BWV 207a Auf, schmetternde Töne der muntern Trompeten
- BWV 207a Auf, schmetternde Töne der muntern Trompeten
- BWV 208 Was mir behagt, ist nur die muntre Jagd
- BWV 208a Was mir behagt, ist nur die muntre Jagd
- BWV 209 Non sa che sia dolore
- BWV 210 O holder Tag, erwünschte Zeit
- BWV 210a O angenehme Melodei
- BWV 211 Schweigt stille, plaudert nicht
- BWV 212 Mer hahn en neue Oberkeet
- BWV 213 Laßt uns sorgen, laßt uns wachen
- BWV 214 Tönet, ihr Pauken! Erschallet, Trompeten!
- BWV 215 Preise dein Glücke, gesegnetes Sachsen
- BWV 216 Vergnügte Pleißen-Stadt
- BWV 216a Erwählte Pleißen-Stadt
- BWV 217 Gedenke, Herr, wie es uns gehet
- BWV 218 Gott der Hoffnung erfülle euch
- BWV 219 Siehe, es hat überwunden der Löwe
- BWV 220 Lobt ihn mit Herz und Munde
- BWV 221 Wer sucht die Pracht, wer wünscht den Glanz
- BWV 222 Mein Odem ist schwach
- BWV 223 Meine Seele soll Gott loben
- BWV 224 Reißt euch los, bekränkte Sinnen

### Мотети(225—231)
- BWV 225 – Singet dem Herrn ein neues Lied
- BWV 226 – Der Geist hilft unser Schwachheit auf
- BWV 227 – Jesu, meine Freude
- BWV 228 – Fürchte dich nicht
- BWV 229 – Komm, Jesu, komm!
- BWV 230 – Lobet den Herrn alle Heiden (псалом 117)
- BWV 231 – Sei Lob und Preis mit Ehren (погрешно, на практика това е част от незавършена кантата на Телеман)

### Литургически произведения налатински език(232—243a)
- BWV 232 – Меса в си минор
- BWV 233 – Меса във фа мажор
- BWV 233a – Kyrie във фа мажор (алтернативна версия BWV 233)
- BWV 234 – Меса в ла мажор
- BWV 235 – Меса в сол минор
- BWV 236 – Меса в сол мажор
- BWV 237 – Sanctus до мажор
- BWV 238 – Sanctus ре мажор
- BWV 239 – Sanctus ре мажор
- BWV 240 – Sanctus сол мажор
- BWV 241 – Sanctus ре мажор (аранжирана Sanctus от месата на Керл Missa superba)
- BWV 242 – Christe Eleison сол минор
- BWV 243 – Магнификат ре мажор
- BWV 243a – Магнификат ми-бемол мажор (по-ранна версия BWV 243)

### Пасионииоратории(244—249)
- BWV 244 — Матеус-пасион
- BWV 244a – Klagt, Kinder, klagt es aller Welt (траурна кантата за херцог Леополд Анхалт-Кьотенски)
- BWV 244b – Страсти по Матея (по-ранна версия)
- BWV 245 – Страсти по Йоан
- BWV 245a – Himmel reisse, Welt erbebe (ария из втората версия на Страсти по Йоан)
- BWV 245b – Zerschmettert mich, ihr Felsen und ihr Hügel (ария из втората версия на Страсти по Йоан)
- BWV 245c – Ach, windet euch nicht so, geplagte Seelen (ария из втората версия на Страсти по Йоан)
- BWV 246 – Страсти по Лука (погрешно, автор неизвестен)
- BWV 247 – Страсти по Марко (либретото е запазено, но музиката почти напълно е изгубена)
- BWV 248 – Рождественска оратория
- BWV 249 – Великденска оратория

### Светски кантати (249a, b)
- BWV 249a – Entfliehet, verschwindet, entweichet, ihr Sorgen
- BWV 249b – Verjaget, zerstreuet, zerrüttet, ihr Sterne

### Хорали(250—438)
- BWV 250 – Was Gott tut, das ist wohlgetan
- BWV 251 – Sei Lob und Ehr' Dem höchsten Gut
- BWV 252 – Nun danket alle Gott
- BWV 253 – Ach bleib bei uns, Herr Jesu Christ
- BWV 254 – Ach Gott, erhör' mein Seufzen
- BWV 255 – Ach Gott und Herr
- BWV 256 – Ach lieben Christen, seid getrost
- BWV 257 – Wär Gott nicht mit uns diese Zeit
- BWV 258 – Wo Gott der Herr nicht bei uns hält
- BWV 259 – Ach, was soll ich Sünder machen
- BWV 260 – Allein Gott in der Höh' sei Ehr'
- BWV 261 – Allein zu dir, Herr Jesu Christ
- BWV 262 – Alle Menschen müssen sterben
- BWV 263 – Alles ist an Gottes Segen
- BWV 264 – Als der gütige Gott
- BWV 265 – Als Jesus Christus in der Nacht
- BWV 266 – Als vierzig Tag nach Ostern
- BWV 267 – An Wasserflüssen Babylon
- BWV 268 – Auf, auf, mein Herz, und du mein ganzer Sinn
- BWV 269 – Aus meines Herzens Grunde
- BWV 270 – Befiehl du deine Wege
- BWV 271 – Befiehl du deine Wege
- BWV 272 – Befiehl du deine Wege
- BWV 273 – Christ, der du bist der helle Tag
- BWV 274 – Christe, der du bist Tag und Licht
- BWV 275 – Christe, du Beistand deiner Kreuzgemeinde
- BWV 276 – Christ ist erstanden
- BWV 277 – Christ lag in Todesbanden
- BWV 278 – Christ lag in Todesbanden
- BWV 279 – Christ lag in Todesbanden
- BWV 280 – Christ, unser Herr, zum Jordan kam
- BWV 281 – Christus, der ist mein Leben
- BWV 282 – Christus, der ist mein Leben
- BWV 283 – Christus, der uns selig macht
- BWV 284 – Christus, ist erstanden, hat überwunden
- BWV 285 – Da der Herr Christ zu Tische saß
- BWV 286 – Danket dem Herren
- BWV 287 – Dank sei Gott in der Höhe
- BWV 288 – Das alte Jahr vergangen ist
- BWV 289 – Das alte Jahr vergangen ist
- BWV 290 – Das walt' Gott Vater und Gott Sohn
- BWV 291 – Das walt' mein Gott, Vater, Sohn und heiliger Geist
- BWV 292 – Den Vater dort oben
- BWV 293 – Der du bist drei in Einigkeit
- BWV 294 – Der Tag, der ist so freudenreich
- BWV 295 – Des heil'gen Geistes reiche Gnad'
- BWV 296 – Die Nacht ist kommen
- BWV 297 – Die Sonn' hat sich mit ihrem Glanz
- BWV 298 – Dies sind die heil'gen zehn Gebot'
- BWV 299 – Dir, dir, Jehova, will ich singen
- BWV 300 – Du grosser Schmerzensmann
- BWV 301 – Du, o schönes Weltgebäude
- BWV 302 – Ein' feste Burg ist unser Gott
- BWV 303 – Ein' feste Burg ist unser Gott
- BWV 304 – Eins ist Not! ach Herr, dies Eine
- BWV 305 – Erbarm' dich mein, o Herre Gott
- BWV 306 – Erstanden ist der heil'ge Christ
- BWV 307 – Es ist gewisslich an der Zeit
- BWV 308 – Es spricht der Unweisen Mund wohl
- BWV 309 – Es stehn vor Gottes Throne
- BWV 310 – Es wird schier der letzte Tag herkommen
- BWV 311 – Es woll' uns Gott genädig sein
- BWV 312 – Es woll' uns Gott genädig sein
- BWV 313 – Für Freuden lasst uns springen
- BWV 314 – Gelobet seist du, Jesu Christ
- BWV 315 – Gib dich zufrieden und sei stille
- BWV 316 – Gott, der du selber bist das Licht
- BWV 317 – Gott, der Vater, wohn' uns bei
- BWV 318 – Gottes Sohn ist kommen
- BWV 319 – Gott hat das Evangelium
- BWV 320 – Gott lebet noch
- BWV 321 – Gottlob, es geht nunmehr zu Ende
- BWV 322 – Gott sei gelobet und gebenedeiet/Meine Seele erhebet den Herrn
- BWV 323 – Gott sei uns gnädig
- BWV 324 – Meine Seele erhebet den Herrn
- BWV 325 – Heilig, heilig
- BWV 326 – Herr Gott, dich loben alle wir
- BWV 327 – Vor deinen Thron tret' ich hiermit
- BWV 328 – Herr, Gott, dich loben wir
- BWV 329 – Herr, ich denk' an jene Zeit
- BWV 330 – Herr, ich habe missgehandelt
- BWV 331 – Herr, ich habe missgehandelt
- BWV 332 – Herr Jesu Christ, dich zu uns wend
- BWV 333 – Herr Jesu Christ, du hast bereit't
- BWV 334 – Herr Jesu Christ, du höchstes Gut
- BWV 335 – Herr Jesu Christ, mein's Lebens Licht
- BWV 336 – Herr Jesu Christ, wahr'r Mensch und Gott
- BWV 337 – Herr, nun lass in Frieden
- BWV 338 – Herr, straf mich nicht in deinem Zorn
- BWV 339 – Herr, wie du willst, so schick's mit mir
- BWV 340 – Herzlich lieb hab ich dich, o Herr
- BWV 341 – Heut' ist, o Mensch, ein grosser Trauertag
- BWV 342 – Heut' triumphieret Gottes Sohn
- BWV 343 – Hilf, Gott, dass mir's gelinge
- BWV 344 – Hilf, Herr Jesu, lass gelingen
- BWV 345 – Ich bin ja, Herr, in deiner Macht
- BWV 346 – Ich dank' dir Gott für all' Wohltat
- BWV 347 – Ich dank' dir, lieber Herre
- BWV 348 – Ich dank' dir, lieber Herre
- BWV 349 – Ich dank' dir schon durch deinen Sohn
- BWV 350 – Ich danke dir, o Gott, in deinem Throne
- BWV 351 – Ich hab' mein' Sach' Gott heimgestellt
- BWV 352 – Jesu, der du meine Seele
- BWV 353 – Jesu, der du meine Seele
- BWV 354 – Jesu, der du meine Seele
- BWV 355 – Jesu, der du selbsten wohl
- BWV 356 – Jesu, du mein liebstes Leben
- BWV 357 – Jesu, Jesu, du bist mein
- BWV 358 – Jesu, meine Freude
- BWV 359 – Jesu meiner Seelen Wonne
- BWV 360 – Jesu, meiner Freuden Freude
- BWV 361 – Jesu, meines Herzens Freud'
- BWV 362 – Jesu, nun sei gepreiset
- BWV 363 – Jesus Christus, unser Heiland
- BWV 364 – Jesus Christus, unser Heiland
- BWV 365 – Jesus, meine Zuversicht
- BWV 366 – Ihr Gestirn', ihr hohlen Lüfte
- BWV 367 – In allen meinen Taten
- BWV 368 – In dulci jubilo
- BWV 369 – Keinen hat Gott verlassen
- BWV 370 – Komm, Gott Schöpfer, heiliger Geist
- BWV 371 – Kyrie, Gott Vater in Ewigkeit
- BWV 372 – Lass, o Herr, dein Ohr sich neigen
- BWV 373 – Liebster Jesu, wir sind hier
- BWV 374 – Lobet den Herren, denn er ist freundlich
- BWV 375 – Lobt Gott, ihr Christen, allzugleich
- BWV 376 – Lobt Gott, ihr Christen, allzugleich
- BWV 377 – Mach's mit mir, Gott, nach deiner Güt'
- BWV 378 – Meine Augen schliess' ich jetzt
- BWV 379 – Meinen Jesum lass' ich nicht, Jesus
- BWV 380 – Meinen Jesum lass' ich nicht, weil
- BWV 381 – Meines Lebens letzte Zeit
- BWV 382 – Mit Fried' und Freud' ich fahr' dahin
- BWV 383 – Mitten wir im Leben sind
- BWV 384 – Nicht so traurig, nicht so sehr
- BWV 385 – Nun bitten wir den heiligen Geist
- BWV 386 – Nun danket alle Gott
- BWV 387 – Nun freut euch, Gottes Kinder all'
- BWV 388 – Nun freut euch, lieben Christen g'mein
- BWV 389 – Nun lob', mein' Seel', den Herren
- BWV 390 – Nun lob', mein Seel', den Herren
- BWV 391 – Nun preiset alle Gottes Barmherzigkeit
- BWV 392 – Nun ruhen alle Wälder
- BWV 393 – O Welt, sieh hier dein Leben
- BWV 394 – O Welt, sieh hier dein Leben
- BWV 395 – O Welt, sieh hier dein Leben
- BWV 396 – Nun sich der Tag geendet hat
- BWV 397 – O Ewigkeit, du Donnerwort
- BWV 398 – O Gott, du frommer Gott
- BWV 399 – O Gott, du frommer Gott
- BWV 400 – O Herzensangst, o Bangigkeit
- BWV 401 – O Lamm Gottes, unschuldig
- BWV 402 – O Mensch, bewein' dein' Sünde gross
- BWV 403 – O Mensch, schaue Jesum Christum an
- BWV 404 – O Traurigkeit, o Herzeleid
- BWV 405 – O wie selig seid ihr doch, ihr Frommen
- BWV 406 – O wie selig seid ihr doch, ihr Frommen
- BWV 407 – O wir armen Sünder
- BWV 408 – Schaut, ihr Sünder
- BWV 409 – Seelen-Bräutigam
- BWV 410 – Sei gegrüsset, Jesu gütig
- BWV 411 – Singet dem Herrn ein neues Lied
- BWV 412 – So gibst du nun, mein Jesu, gute Nacht
- BWV 413 – Sollt' ich meinem Gott nicht singen
- BWV 414 – Uns ist ein Kindlein heut' gebor'n
- BWV 415 – Valet will ich dir geben
- BWV 416 – Vater unser im Himmelreich
- BWV 417 – Von Gott will ich nicht lassen
- BWV 418 – Von Gott will ich nicht lassen
- BWV 419 – Von Gott will ich nicht lassen
- BWV 420 – Warum betrübst du dich, mein Herz
- BWV 421 – Warum betrübst du dich, mein Herz
- BWV 422 – Warum sollt' ich mich denn grämen
- BWV 423 – Was betrübst du dich, mein Herze
- BWV 424 – Was bist du doch, o Seele, so betrübet
- BWV 425 – Was willst du dich, o meine Seele
- BWV 426 – Weltlich Ehr' und zeitlich Gut
- BWV 427 – Wenn ich in Angst und Not
- BWV 428 – Wenn mein Stündlein vorhanden ist
- BWV 429 – Wenn mein Stündlein vorhanden ist
- BWV 430 – Wenn mein Stündlein vorhanden ist
- BWV 431 – Wenn wir in höchsten Nöten sein
- BWV 432 – Wenn wir in höchsten Nöten sein
- BWV 433 – Wer Gott vertraut, hat wohl gebaut
- BWV 434 – Wer nur den liebe Gott lässt walten
- BWV 435 – Wie bist du, Seele, in mir so gar betrübt
- BWV 436 – Wie schön leuchtet der Morgenstern
- BWV 437 – Wir glauben all' an einen Gott
- BWV 438 – Wo Gott zum Haus nicht gibt sein' Gunst

### Песнииарии(439—518)
- BWV 439 – Ach, dass nicht die letzte Stunde
- BWV 440 – Auf, auf! die rechte Zeit ist hier
- BWV 441 – Auf! auf! mein Herz, mit Freuden
- BWV 442 – Beglückter Stand getreuer Seelen
- BWV 443 – Beschraenkt, ihr Weisen dieser Welt
- BWV 444 – Brich entzwei, mein armes Herze
- BWV 445 – Brunnquell aller Gueter
- BWV 446 – Der lieben Sonnen Licht und Pracht
- BWV 447 – Der Tag ist hin, die Sonne gehet nieder
- BWV 448 – Der Tag mit seinem Lichte
- BWV 449 – Dich bet'ich an, mein hoechster Gott
- BWV 450 – Die bittre Leidenszeit beginnet abermal
- BWV 451 – Die goldne Sonne, voll Freud' und Wonne
- BWV 452 – Dir, dir Jehovah, will ich singen
- BWV 453 – Eins ist Not! ach Herr, dies Eine
- BWV 454 – Ermuntre dich, mein schwacher Geist
- BWV 455 – Erwuergtes Lamm, das die verwahrten Siegel
- BWV 456 – Es glaenzet der Christen
- BWV 457 – Es ist nun aus mit meinem Leben
- BWV 458 – Es ist vollbracht! vergiss ja nicht
- BWV 459 – Es kostet viel, ein Christ zu sein
- BWV 460 – Gib dich zufrieden und sei stille
- BWV 461 – Gott lebet noch; Seele, was verzagst du doch?
- BWV 462 – Gott, wie gross ist deine Guete
- BWV 463 – Herr, nicht schicke deine Rache
- BWV 464 – Ich bin ja, Herr, in deiner Macht
- BWV 465 – Ich freue mich in dir
- BWV 466 – Ich halte treulich still und liebe
- BWV 467 – Ich lass' dich nicht
- BWV 468 – Ich liebe Jesum alle Stund'
- BWV 469 – Ich steh' an deiner Krippen hier
- BWV 470 – Jesu, Jesu, du bist mein
- BWV 471 – Jesu, deine Liebeswunden
- BWV 472 – Jesu, meines Glaubens Zier
- BWV 473 – Jesu, meines Herzens Freud
- BWV 474 – Jesus ist das schoenste Licht
- BWV 475 – Jesus, unser Trost und Leben
- BWV 476 – Ihr Gestirn', ihr hohen Lufte
- BWV 477 – Kein Stuendlein geht dahin
- BWV 478 – Komm, suesser Tod, komm, sel'ge Ruh!
- BWV 479 – Kommt, Seelen, dieser Tag
- BWV 480 – Kommt wieder aus der finstern Gruft
- BWV 481 – Lasset uns mit Jesu ziehen
- BWV 482 – Liebes Herz, bedenke doch
- BWV 483 – Liebster Gott, wann werd' ich sterben?
- BWV 484 – Liebster Herr Jesu! wo bleibest du so lange?
- BWV 485 – Liebster Immanuel, Herzog der Frommen
- BWV 486 – Mein Jesu, dem die Seraphinen
- BWV 487 – Mein Jesu! was fuer Seelenweh
- BWV 488 – Meines Lebens letzte Zeit
- BWV 489 – Nicht so traurig, nicht so sehr
- BWV 490 – Nur mein Jesus ist mein Leben
- BWV 491 – O du Liebe meiner Liebe
- BWV 492 – O finstre Nacht
- BWV 493 – O Jesulein Suess, o Jesulein mild
- BWV 494 – O liebe Seele, zieh' die Sinnen
- BWV 495 – O wie selig seid ihr doch, ihr Frommen
- BWV 496 – Seelen-Bräutigam, Jesu, Gottes Lamm!
- BWV 497 – Seelenweide, meine Freude
- BWV 498 – Selig, wer an Jesum denkt
- BWV 499 – Sei gegruesset, Jesu guetig
- BWV 500 – So gehst du nun, mein Jesu, hin
- BWV 501 – So giebst du nun, mein Jesu, gute Nacht
- BWV 502 – So wuensch' ich mir zu guter Letzt
- BWV 503 – Steh' ich bei meinem Gott
- BWV 504 – Vergiss mein nicht, dass ich dein nicht
- BWV 505 – Vergiss mein nicht, vergiss mein nicht
- BWV 506 – Was bist du doch, o Seele, so betruebet
- BWV 507 – Wo ist mein Schaeflein, das ich liebe

### Песни (519—523)
- BWV 519 – Hier lieg' ich nun
- BWV 520 – Das walt' mein Gott
- BWV 521 – Gott mein Herz dir Dank
- BWV 522 – Meine Seele, lass es gehen
- BWV 523 – Ich gnüge mich an meinem Stande

### Кводлибет(524)
- BWV 524 – Кводлибет

## Органнипроизведения

### Трио-сонатиза орган (525—530)
- BWV 525 – Ми-бемол мажор
- BWV 526 – До минор
- BWV 527 – Ре минор
- BWV 528 – Ми минор
- BWV 528a – Andante ре минор (алтернативна версия на втората част BWV 528)
- BWV 529 – До мажор
- BWV 530 – сол мажор

### Прелюдииифуги,токатии фуги,фантазиии фуги за орган (531—581)
- BWV 531 – Прелюдия и фуга до мажор
- BWV 532 – Прелюдия и фуга ре мажор
- BWV 532a – Фуга ре мажор (алтернативна версия BWV 532)
- BWV 533 – Прелюдия и фуга ми минор („Малка“)
- BWV 534 – Прелюдия и фуга фа минор
- BWV 535 – Прелюдия и фуга сол минор
- BWV 535a – Прелюдия и фуга сол минор (алтернативна, опростена версия BWV 535)
- BWV 536 – Прелюдия и фуга ла мажор
- BWV 536a – Прелюдия и фуга ла мажор (алтернативна версия BWV 536, основана на оригинален ръкопис)
- BWV 537 – Фантазия (прелюдия) и фуга до минор
- BWV 538 – Токата и фуга ре минор („Дорийска“)
- BWV 539 – Прелюдия и фуга ре минор
- BWV 539a – Фуга ре минор (BWV 1000 е неин аранжимент за лютня, а втората част BWV 1001 — за цигулка)
- BWV 540 – Токата и фуга фа мажор
- BWV 541 – Прелюдия и фуга сол мажор
- BWV 542 – Фантазия и фуга сол минор („Голяма“)
- BWV 542a – Фуга сол минор (алтернативна версия на фугата от BWV 542)
- BWV 543 – Прелюдия и фуга ла минор
- BWV 544 – Прелюдия и фуга си минор
- BWV 545 – Прелюдия и фуга до мажор
- BWV 545a – Прелюдия и фуга до мажор (алтернативна версия BWV 545)
- BWV 545b – Прелюдия, трио и фуга си мажор (алтернативна версия BWV 545)
- BWV 546 – Прелюдия и фуга до минор
- BWV 547 – Прелюдия и фуга до мажор
- BWV 548 – Прелюдия и фуга ми минор („Голяма“)
- BWV 549 – Прелюдия и фуга до минор
- BWV 550 – Прелюдия и фуга сол мажор
- BWV 551 – Прелюдия и фуга ла минор
- BWV 552 – Прелюдия и фуга ми-бемол мажор („Св. Анна“)

- Осем кратки прелюдии и фуги (553—560; грешно, вероятно съчинени от Йохан Тобиас Кребс)
  - BWV 553 – Кратка прелюдия и фуга до мажор
  - BWV 554 – Кратка прелюдия и фуга ре минор
  - BWV 555 – Кратка прелюдия и фуга ми минор
  - BWV 556 – Кратка прелюдия и фуга фа мажор
  - BWV 557 – Кратка прелюдия и фуга сол мажор
  - BWV 558 – Кратка прелюдия и фуга сол минор
  - BWV 559 – Кратка прелюдия и фуга ла минор
  - BWV 560 – Кратка прелюдия и фуга си-бемол мажор

- BWV 561 – Фантазия и фуга ла минор (погрешно)
- BWV 562 – Фантазия и фуга до минор (фугата не е незавършена)
- BWV 563 – Фантазия с имитация на си минор (погрешно)
- BWV 564 – Токата, адажио и фуга до мажор
- BWV 565 — Токата и фуга в ре минор
- BWV 566 – Токата и фуга ми минор (погрешно)
- BWV 566a – Токата ми мажор (ранна версия BWV 566)
- BWV 567 – Прелюдия до мажор
- BWV 568 – Прелюдия сол мажор
- BWV 569 – Прелюдия ла минор
- BWV 570 – Фантазия до мажор
- BWV 571 – Фантазия (концерт) сол мажор (погрешно)
- BWV 572 – Фантазия сол мажор
- BWV 573 – Фантазия до мажор (незавършена, от Нотна тетрадка на Анна Магдалена Бах)
- BWV 574 – Фуга до минор
- BWV 574a – Фуга до минор (алтернативна версия BWV 574)
- BWV 575 – Фуга до минор
- BWV 576 – Фуга сол мажор
- BWV 577 – Фуга сол мажор „à la Gigue“ (погрешно)
- BWV 578 – Фуга сол минор (погрешно)
- BWV 579 – Фуга на тема Арканджело Корели (от Op. 3, № 4) си минор
- BWV 580 – Фуга ре мажор (погрешно)
- BWV 581 – Фуга сол мажор (погрешно, съчинена от Гомилиус)
- BWV 581a – Фуга сол мажор (погрешно)

### Пасакалия и фуга до минорза орган (582)
- BWV 582 – Пасакалия и фуга до минор

### Трио и други произведения за органа (583—591)
- BWV 583 – Трио ре мажор (погрешно)
- BWV 584 – Трио сол минор (погрешно)
- BWV 585 – Трио до минор (погрешно, Йохан Фридрих Фаш)
- BWV 586 – Трио сол мажор (погрешно, Телеман)
- BWV 587 – Ария фа мажор (погрешно, Франсоа Куперен)
- BWV 588 – Канцона ре минор
- BWV 589 – Alla breve ре мажор (погрешно)
- BWV 590 – Пасторал фа мажор (первата част е незавършена)
- BWV 591 – Малък хармонически лабиринт (Kleines harmonisches Labyrinth) (погрешно, вероятно е на Йохан Давид Хайнихен)

### Концертиза орган (592—598)
- BWV 592 – Концерт сол мажор (преработка на концерта на херцог Йохан Ернст)
- BWV 592a – Концерт сол мажор (аранжировка BWV 592)
- BWV 593 – Концерт ла минор (преработка на цигулков концерт Op. 3/8 RV522 Вивальди)
- BWV 594 – Концерт до мажор (преработка на цигулков концерт Op. 7/5 RV285a Вивальди)
- BWV 595 – Концерт до мажор (преработка на концерта на херцог Йохан Ернст)
- BWV 596 – Концерт ре минор (преработка на концерта кончерто гросо, Op. 3/11 RV565 Вивалди)
- BWV 597 – Концерт ми-бемол мажор (източник неизвестен)
- BWV 598 – Pedalexercitium (Педално упражнение) сол минор (импровизация, записана от К. Ф. Е. Бах, незавършено)

### Хорални прелюдииI:Органа тетрадка(599—644)
- BWV 599 – Адвент – Nun komm, der Heiden Heiland
- BWV 600 – Адвент – Gott, durch deine Güte (или Gottes-Sonh ist kommen)
- BWV 601 – Адвент – Herr Christ, der ein'ge Gottes-Sohn (или Herr Gott, nun sei gepreiset)
- BWV 602 – Адвент – Lob sei dem allmächtigen Gott
- BWV 603 – Рождество – Puer natus in Bethlehem
- BWV 604 – Рождество – Gelobet seist du, Jesu Christ
- BWV 605 – Рождество – Der Tag, der ist so freudenreich
- BWV 606 – Рождество – Vom Himmel hoch, da komm' ich her
- BWV 607 – Рождество – Vom Himmel kam der Engel Schar
- BWV 608 – Рождество – In dulci jubilo
- BWV 609 – Рождество – Lobt Gott, ihr Christen, allzugleich
- BWV 610 – Рождество – Jesu, meine Freude
- BWV 611 – Рождество – Christum wir sollen loben schon
- BWV 612 – Рождество – Wir Christenleut'
- BWV 613 – Нова година – Helft mir Gottes Güte preisen
- BWV 614 – Нова година – Das alte Jahr vergangen ist
- BWV 615 – Нова година – In dir ist Freude
- BWV 616 – Кръщение Господне – Mit Fried' und Freud' ich fahr' dahin
- BWV 617 – Кръщение – Herr Gott, nun schleuß den Himmel auf
- BWV 618 – Велики пости – O Lamm Gottes, unschuldig
- BWV 619 – Велики пости – Christe, du Lamm Gottes
- BWV 620 – Велики пости – Christus, der uns selig macht
- BWV 620a – Велики пости – Christus, der uns selig macht (по-ранна версия BWV 620)
- BWV 621 – Велики пости – Da Jesus an dem Kreuze stund
- BWV 622 – Велики пости – O Mensch, bewein dein Sünde groß
- BWV 623 – Велики пости – Wir danken dir, Herr Jesu Christ
- BWV 624 – Велики пости – Hilf Gott, daß mir's gelinge
- BWV 625 – Пасха – Christ lag in Todesbanden
- BWV 626 – Пасха – Jesus Christus, unser Heiland
- BWV 627 – Пасха – Christ ist erstanden
- BWV 628 – Пасха – Erstanden ist der heil'ge Christ
- BWV 629 – Пасха – Erschienen ist der herrliche Tag
- BWV 630 – Пасха – Heut' triumphieret Gottes Sohn
- BWV 631 – Петдесетница – Komm, Gott Schöpfer, heiliger Geist
- BWV 631a – Петдесетница – Komm, Gott Schöpfer, heiliger Geist (по-ранна версия BWV 631)
- BWV 632 – Herr Jesu Christ, dich zu uns wend'
- BWV 633 – Liebster Jesu, wir sind hier
- BWV 634 – Liebster Jesu, wir sind hier (по-ранна версия BWV 633)
- BWV 635 – Dies sind die heil'gen zehn Gebot'
- BWV 636 – Vater unser im Himmelreich
- BWV 637 – Durch Adams Fall ist ganz verderbt
- BWV 638 – Es ist das Heil uns kommen her
- BWV 639 – Ich ruf' zu dir, Herr Jesu Christ
- BWV 640 – In dich hab' ich gehoffet, Herr
- BWV 641 – Wenn wir in höchsten Nöten sein
- BWV 642 – Wer nur den lieben Gott läßt walten
- BWV 643 – Alle Menschen müssen sterben
- BWV 644 – Ach wie nichtig, ach wie flüchtig

### Хорални прелюдии II: Шюблерови хорали (645—650)
- BWV 645 – Wachet auf, ruft uns die Stimme
- BWV 646 – Wo soll ich fliehen hin (или Auf meinen lieben Gott)
- BWV 647 – Wer nur den lieben Gott läßt walten
- BWV 648 – Meine Seele erhebt den Herren
- BWV 649 – Ach, bleib bei uns, Herr Jesu Christ
- BWV 650 – Kommst du nun, Jesu, vom Himmel herunter

### Хорални прелюдии III: Лайпцигски хорали (651—668)
- BWV 651 – Фантазия на Komm, Heiliger Geist, Herre Gott
- BWV 651a – Фантазия (прелюдия) на Komm, Heiliger Geist, Herre Gott (ранна ваймарска редакция BWV 651)
- BWV 652 – Komm, Heiliger Geist, Herre Gott
- BWV 652a – Komm, Heiliger Geist, Herre Gott (ранна ваймарска редакция BWV 652)
- BWV 653 – An Wasserflüssen Babylon
- BWV 653a – An Wasserflüssen Babylon alio modo a 4 (ранна ваймарска редакция BWV 653)
- BWV 653b – An Wasserflüssen Babylon (оригинална ваймарска редакция BWV 653)
- BWV 654 – Schmücke dich, o liebe Seele
- BWV 654a – Schmücke dich, o liebe Seele (ранна ваймарска редакция BWV 654)
- BWV 655 – Трио на Herr Jesu Christ, dich zu uns wend'
- BWV 655a – Трио на Herr Jesu Christ, dich zu uns wend' (ранна ваймарска редакция BWV 655)
- BWV 655b – Herr Jesu Christ, dich zu uns wend'
- BWV 655c – Herr Jesu Christ, dich zu uns wend'
- BWV 656 – O Lamm Gottes, unschuldig
- BWV 656a – O Lamm Gottes, unschuldig (ранна ваймарска редакция BWV 656)
- BWV 657 – Nun danket alle Gott (ранна ваймарско-лайпцигска редакция)
- BWV 658 – Von Gott will ich nicht lassen
- BWV 658a – Fantasia super: Von Gott will ich nicht lassen (ранна ваймарска редакция BWV 658)
- BWV 659 – Nun komm, der Heiden Heiland
- BWV 659a – Fantasia super: Nun komm, der Heiden Heiland (ранна ваймарска редакция BWV 659)
- BWV 660 – Trio super: Nun komm, der Heiden Heiland
- BWV 660a – Nun komm, der Heiden Heiland (ранна ваймарска редакция BWV 660)
- BWV 660b – Nun komm, der Heiden Heiland
- BWV 661 – Nun komm, der Heiden Heiland
- BWV 661a – Nun komm, der Heiden Heiland (ранна ваймарска редакция BWV 661)
- BWV 662 – Allein Gott in der Höh' sei Ehr'
- BWV 662a – Allein Gott in der Höh' sei Ehr' (ранна ваймарска редакция BWV 662)
- BWV 663 – Allein Gott in der Höh' sei Ehr'
- BWV 663a – Allein Gott in der Höh' sei Ehr' (ранна ваймарска редакция BWV 663)
- BWV 664 – Trio на Allein Gott in der Höh' sei Ehr'
- BWV 664a/b – Trio на Allein Gott in der Höh' sei Ehr' (ранна ваймарска редакция/наброски BWV 664)
- BWV 665 – Jesus Christus, unser Heiland
- BWV 665a – Jesus Christus, unser Heiland (in organo pleno) (ранна ваймарска редакция BWV 665)
- BWV 666 – Jesus Christus, unser Heiland (alio modo)
- BWV 666a – Jesus Christus, unser Heiland (ранна ваймарска редакция BWV 666)
- BWV 667 – Komm, Gott Schöpfer, heiliger Geist
- BWV 667a/b – Komm, Gott Schöpfer, heiliger Geist (ранни веймарски редакции BWV 667)
- BWV 668 – Vor deinen Thron tret' ich (фрагмент)
- BWV 668a – Wenn wir in höchsten Nöten (Diktatschrift: Fragment)

### Хорални прелюдии IV: „Немеска органна меса“, III том на сборника Clavier-Übung (669—689)
- BWV 669 – Kyrie (голяма версия) – Kyrie, Gott Vater in Ewigkeit
- BWV 670 – Kyrie (голяма версия) – Christe, aller Welt Trost
- BWV 671 – Kyrie (голяма версия) – Kyrie, Gott heiliger Geist
- BWV 672 – Kyrie (малка версия) – Kyrie, Gott Vater in Ewigkeit
- BWV 673 – Kyrie (малка версия) – Christe, aller Welt Trost
- BWV 674 – Kyrie (малка версия) – Kyrie, Gott heiliger Geist
- BWV 675 – Gloria – Allein Gott in der Höh' sei Ehr' (малка версия)
- BWV 676 – Gloria – Allein Gott in der Höh' sei Ehr' (голяма версия)
- BWV 677 – Gloria – Фугета на Allein Gott in der Höh' sei Ehr' (малка версия)
- BWV 678 – Десет заповеди – Dies sind die heil'gen zehn Gebot' (голяма версия)
- BWV 679 – Десет заповеди – Фугета на Dies sind die heil'gen zehn Gebot' (малка версия)
- BWV 680 – Credo – Wir glauben all' an einen Gott (голяма версия)
- BWV 681 – Credo – Фугета на Wir glauben all' an einen Gott (малка версия)
- BWV 682 – Отче наш – Vater unser im Himmelreich (голяма версия)
- BWV 683 – Отче наш – Vater unser im Himmelreich (малка версия)
- BWV 683a – Отче наш – Vater unser im Himmelreich (малка версия, вариант BWV 683)
- BWV 684 – Кръщение – Christ, unser Herr, zum Jordan kam (голяма версия)
- BWV 685 – Кръщение – Christ, unser Herr, zum Jordan kam (малка версия)
- BWV 686 – Покаяние – Aus tiefer Not schrei ich zu dir (голяма версия)
- BWV 687 – Покаяние – Aus tiefer Not schrei ich zu dir (малка версия)
- BWV 688 – Причастие – Jesus Christus, unser Heiland, der von uns den Zorn Gottes wandt (голяма версия)
- BWV 689 – Причастие – Фуга на Jesus Christus, unser Heiland (малка версия)

### Хорални прелюдии V: Кирнбергерови хорални прелюдии (690—713)
- BWV 690 – Wer nur den lieben Gott läßt walten
- BWV 691 – Wer nur den lieben Gott läßt walten
- BWV 691a – Wer nur den lieben Gott läßt walten
- BWV 692 – Ach, Gott und Herr (погрешно, съчинено от Йохан Готфрид Валтер)
- BWV 692a – Ach, Gott und Herr (погрешно, съчинено от Йохан Готфрид Валтер)
- BWV 693 – Ach, Gott und Herr (погрешно, съчинено от Йохан Готфрид Валтер)
- BWV 694 – Wo soll ich fliehen hin
- BWV 695 – Christ lag in Todesbanden
- BWV 695a – Christ lag in Todesbanden
- BWV 696 – Фугета: Christum wir sollen loben schon
- BWV 697 – Фугета: Gelobet seist du, Jesu Christ
- BWV 698 – Фугета: Herr Christ, der ein'ge Gottes-Sohn
- BWV 699 – Фугета: Nun komm, der Heiden Heiland
- BWV 700 – Vom Himmel hoch, da komm' ich her
- BWV 701 – Фугета: Vom Himmel hoch, da komm' ich her
- BWV 702 – Фугета: Das Jesulein soll doch mein Trost
- BWV 703 – Фугета: Gottes-Sohn ist kommen
- BWV 704 – Фугета: Lob sei dem allmächtigen Gott
- BWV 705 – Durch Adams Fall ist ganz verderbt
- BWV 706 – Liebster Jesu, wir sind hier
- BWV 707 – Ich hab' mein' Sach' Gott heimgestellt
- BWV 708 – Ich hab' mein' Sach' Gott heimgestellt
- BWV 708a – Ich hab' mein' Sach' Gott heimgestellt
- BWV 709 – Herr Jesu Christ, dich zu uns wend'
- BWV 710 – Wir Christenleut'
- BWV 711 – Allein Gott in der Höh' sei Ehr'
- BWV 712 – In dich hab' ich gehoffet, Herr
- BWV 713 – Фантазия: Jesu, meine Freude
- BWV 713a – Фантазия: Jesu, meine Freude

### Различни хорални прелюдии (714—764)
- BWV 714 – Ach Gott und Herr
- BWV 715 – Allein Gott in der Höh sei Ehr
- BWV 716 – Fuga super Allein Gott in der Höh sei Ehr
- BWV 717 – Allein Gott in der Höh sei Ehr'
- BWV 718 – Christ lag in Todes banden
- BWV 719 – Der Tag, der ist so freudenreich
- BWV 720 – Ein feste Burg ist unser Gott
- BWV 721 – Erbarm dich mein, o Herre Gott
- BWV 722 – Gelobet seist du, Jesu Christ
- BWV 723 – Gelobet seist du, Jesu Christ
- BWV 724 – Gott, durch deine Güte (Gottes Sohn ist kommen)
- BWV 725 – Herr Gott, dich loben wir
- BWV 726 – Herr Jesu Christ, dich zu uns wend
- BWV 727 – Herzlich tut mich verlangen
- BWV 728 – Jesus, meine Zuversicht (из Нотна тетрадка на Анна Магдалена Бах)
- BWV 729 – In dulci jubilo
- BWV 730 – Liebster Jesu, wir sind hier
- BWV 731 – Liebster Jesu, wir sind hier
- BWV 732 – Lobt Gott, ihr Christen, allzugleich
- BWV 733 – Meine Seele erhebt den Herren (магнификат)
- BWV 734 – Nun freut euch, lieben Christen/Es ist gewisslich an der Zeit
- BWV 735 – Valet will ich dir geben
- BWV 736 – Valet will ich dir geben
- BWV 737 – Vater unser im Himmelreich
- BWV 738 – Von Himmel hoch, da komm' ich her
- BWV 738a – Von Himmel hoch, da komm' ich her (вариант)
- BWV 739 – Wie schön leuchtet der Morgenstern
- BWV 740 – Wir glauben all' an einen Gott, Vater (погрешно)
- BWV 741 – Ach Gott, von Himmel sieh' darein
- BWV 742 – Ach Herr, mich armen Sünder
- BWV 743 – Ach, was ist doch unser Leben
- BWV 744 – Auf meinen lieben Gott (погрешно, вероятно е на Йохан Тобиас Кребс)
- BWV 745 – Aus der Tiefe rufe ich (погрешно, принадлежи на К. Ф. Э. Баху)
- BWV 746 – Christ ist erstanden (погрешно, принадлежи на Й. К. Ф. Фишер)
- BWV 747 – Christus, der uns selig macht
- BWV 748 – Gott der Vater wohn' uns bei (погрешно, принадлежи на Йохан Готфрид Валтер)
- BWV 748a – Gott der Vater wohn' uns bei
- BWV 749 – Herr Jesu Christ, dich zu uns wend'
- BWV 750 – Herr Jesu Christ, mein's Lebens Licht
- BWV 751 – In dulci jubilo
- BWV 752 – Jesu, der du meine Seele
- BWV 753 – Jesu, meine Freude
- BWV 754 – Liebster Jesu, wir sind hier
- BWV 755 – Nun freut euch, lieben Christen
- BWV 756 – Nun ruhen alle Wälder
- BWV 757 – O Herre Gott, dein göttlich's Wort
- BWV 758 – O Vater, allmächtiger Gott
- BWV 759 – Schmücke dich, o liebe Seele (погрешно, съчинено от Гомилиус)
- BWV 760 – Vater unser im Himmelreich (погрешно, съчинено от Георг Бьом)
- BWV 761 – Vater unser im Himmelreich (погрешно, съчинено от Георг Бьом)
- BWV 762 – Vater unser im Himmelreich
- BWV 763 – Wie schön leuchtet der Morgenstern
- BWV 764 – Wie schön leuchtet der Morgernstern

### Партитии хоралнивариации(765—771)
- BWV 765 – Хорална партита „Wir glauben all' an einen Gott“ (погрешно)
- BWV 766 – Хорална партита „Christ, der du bist der helle Tag“ фа минор
- BWV 767 – Хорална партита „O Gott, du frommer Gott“ до минор
- BWV 768 – Хорална партита „Sei gegrüsset, Jesu gütig“ сол минор
- BWV 769 – Канонически вариации на „Vom Himmel hoch, da komm' ich her“
- BWV 770 – Хорални вариации „Ach, was soll ich Sünder machen“ (погрешно)
- BWV 771 – Хорални вариации „Allein Gott in der Höh' sei Ehr'“ (погрешно, вероятно е на Андреас Николаус Ветер)

## Произведения заклавесин

### Двугласни и тригласни инвенции(772—801)
виж: Инвенции и синфонии

#### Двугласниинвенции(772—786)
- BWV 772 – № 1 до мажор
- BWV 772a – № 2 до мажор (алтернативна версия BWV 772)
- BWV 773 – № 2 до минор
- BWV 774 – № 3 ре мажор
- BWV 775 – № 4 ре минор
- BWV 776 – № 5 ми-бемол мажор
- BWV 777 – № 6 ми мажор
- BWV 778 – № 7 ми минор
- BWV 779 – № 8 фа мажор
- BWV 780 – № 9 фа минор
- BWV 781 – № 10 сол мажор
- BWV 782 – № 11 сол минор
- BWV 783 – № 12 ла мажор
- BWV 784 – № 13 ла минор
- BWV 785 – № 14 си-бемол мажор
- BWV 786 – № 15 си минор

#### Тригласни инвенции (787—801)
- BWV 787 – № 1 до мажор
- BWV 788 – № 2 до минор
- BWV 789 – № 3 ре мажор
- BWV 790 – № 4 ре минор
- BWV 791 – № 5 ми-бемол мажор
- BWV 792 – № 6 ми мажор
- BWV 793 – № 7 ми минор
- BWV 794 – № 8 фа мажор
- BWV 795 – № 9 фа минор
- BWV 796 – № 10 сол мажор
- BWV 797 – № 11 сол минор
- BWV 798 – № 12 ла мажор
- BWV 799 – № 13 ла минор
- BWV 800 – № 14 си-бемол мажор
- BWV 801 – № 15 си минор

### Четири дуета от сборника Clavier-Übung III (802—805)
- BWV 802 – фа минор
- BWV 803 – фа мажор
- BWV 804 – сол мажор
- BWV 805 – ла минор

### Английски сюити(806—811)
- BWV 806 – № 1 ла мажор
- BWV 807 – № 2 ла минор
- BWV 808 – № 3 сол мажор
- BWV 809 – № 4 фа мажор
- BWV 810 – № 5 ми минор
- BWV 811 – № 6 ре минор

### Френски сюити(812—817)
- BWV 812 – № 1 ре минор
- BWV 813 – № 2 до минор
- BWV 814 – № 3 си минор
- BWV 815 – № 4 ми-бемол мажор
- BWV 815a – № 4 ми-бемол мажор (няколко допълнителни части)
- BWV 816 – № 5 сол мажор
- BWV 817 – № 6 ми мажор

### Различни сюити (818—824)
- BWV 818 – Сюита ла минор
- BWV 818a – Сюита ла минор (алтернативна версия BWV 818)
- BWV 819 – Сюита ми-бемол мажор
- BWV 819a – Сюита ми-бемол мажор (алтернативна версия на първа част на BWV 819)
- BWV 820 – Увертюра (сюита) фа мажор
- BWV 821 – Сюита си-бемол мажор
- BWV 822 – Сюита сол минор
- BWV 823 – Сюита фа минор
- BWV 824 – Сюита ла минор

### Клавирнипартитиот сборника Clavier-Übung I (825—830)
- BWV 825 – № 1 си-бемол мажор
- BWV 826 – № 2 до минор
- BWV 827 – № 3 ла минор
- BWV 828 – № 4 ре мажор
- BWV 829 – № 5 сол мажор
- BWV 830 – № 6 ми минор

### Френска увертюра от сборника Clavier-Übung II (831)
- BWV 831 – Увертюра във френски стил си минор

### Части от сюити (832—845)
- BWV 832 – Партита ла мажор
- BWV 833 – Прелюдия и партита фа мажор
- BWV 834 – Алеманда до минор
- BWV 835 – Алеманда ла минор
- BWV 836 – Алеманда сол минор
- BWV 837 – Алеманда сол минор
- BWV 838 – Алеманда и куранта сол мажор
- BWV 839 – Сарабанда сол минор
- BWV 840 – Куранта сол мажор
- BWV 841 – Менует сол мажор (от Нотна тетрадка на Анна Магдалена Бах)
- BWV 842 – Менует сол минор
- BWV 843 – Менует сол мажор
- BWV 844 – Скерцо ре минор
- BWV 844a – Скерцо ре минор (алтернативна версия BWV 844)
- BWV 845 – Жига фа минор

### Добре темперирано пиано(846—893)

#### Том 1 (846—869)
- BWV 846 – Прелюдия и фуга № 1 до мажор
- BWV 846a – Прелюдия и фуга № 1 до мажор (алтернативна версия BWV 846)
- BWV 847 – Прелюдия и фуга № 2 до минор
- BWV 848 – Прелюдия и фуга № 3 до-диез мажор
- BWV 849 – Прелюдия и фуга № 4 до-диез минор
- BWV 850 – Прелюдия и фуга № 5 ре мажор
- BWV 851 – Прелюдия и фуга № 6 ре минор
- BWV 852 – Прелюдия и фуга № 7 ми-бемол мажор
- BWV 853 – Прелюдия и фуга № 8 ми-бемол минор
- BWV 854 – Прелюдия и фуга № 9 ми мажор
- BWV 855 – Прелюдия и фуга № 10 ми минор
- BWV 855a – Прелюдия и фуга № 10 ми минор (алтернативна версия BWV 855)
- BWV 856 – Прелюдия и фуга № 11 фа мажор
- BWV 857 – Прелюдия и фуга № 12 фа минор
- BWV 858 – Прелюдия и фуга № 13 фа-диез мажор
- BWV 859 – Прелюдия и фуга № 14 фа-диез минор
- BWV 860 – Прелюдия и фуга № 15 сол мажор
- BWV 861 – Прелюдия и фуга № 16 сол минор
- BWV 862 – Прелюдия и фуга № 17 ля-бемол мажор
- BWV 863 – Прелюдия и фуга № 18 сол-диез минор
- BWV 864 – Прелюдия и фуга № 19 ла мажор
- BWV 865 – Прелюдия и фуга № 20 ла минор
- BWV 866 – Прелюдия и фуга № 21 си-бемол мажор
- BWV 867 – Прелюдия и фуга № 22 си-бемол минор
- BWV 868 – Прелюдия и фуга № 23 си мажор
- BWV 869 – Прелюдия и фуга № 24 си минор

#### Том 2 (870—893)
- BWV 870 – Прелюдия и фуга № 1 до мажор
- BWV 870a – Прелюдия и фуга № 1 до мажор (алтернативна версия BWV 870)
- BWV 870b – Прелюдия до мажор (алтернативна версия BWV 870)
- BWV 871 – Прелюдия и фуга № 2 до минор
- BWV 872 – Прелюдия и фуга № 3 до-диез мажор
- BWV 872a – Прелюдия и фуга № 3 до-диез мажор (алтернативна версия BWV 872)
- BWV 873 – Прелюдия и фуга № 4 до-диез минор
- BWV 874 – Прелюдия и фуга № 5 ре мажор
- BWV 875 – Прелюдия и фуга № 6 ре минор
- BWV 875a – Прелюдия ре минор (алтернативна версия BWV 875)
- BWV 876 – Прелюдия и фуга № 7 ми-бемол мажор
- BWV 877 – Прелюдия и фуга № 8 ре-диез минор
- BWV 878 – Прелюдия и фуга № 9 ми мажор
- BWV 879 – Прелюдия и фуга № 10 ми минор
- BWV 880 – Прелюдия и фуга № 11 фа мажор
- BWV 881 – Прелюдия и фуга № 12 фа минор
- BWV 882 – Прелюдия и фуга № 13 фа-диез мажор
- BWV 883 – Прелюдия и фуга № 14 фа-диез минор
- BWV 884 – Прелюдия и фуга № 15 сол мажор
- BWV 885 – Прелюдия и фуга № 16 сол минор
- BWV 886 – Прелюдия и фуга № 17 ля-бемол мажор
- BWV 887 – Прелюдия и фуга № 18 сол-диез минор
- BWV 888 – Прелюдия и фуга № 19 ла мажор
- BWV 889 – Прелюдия и фуга № 20 ла минор
- BWV 890 – Прелюдия и фуга № 21 си-бемол мажор
- BWV 891 – Прелюдия и фуга № 22 си-бемол минор
- BWV 892 – Прелюдия и фуга № 23 си мажор
- BWV 893 – Прелюдия и фуга № 24 си минор

### Прелюдии,токати,фантазииифуги(894—923)
- BWV 894 – Прелюдия и фуга ла минор
- BWV 895 – Прелюдия и фуга ла минор
- BWV 896 – Прелюдия и фуга ла мажор
- BWV 897 – Прелюдия и фуга ла минор
- BWV 898 – Прелюдия и фуга си-бемол мажор на тема BACH (съмнително)
- BWV 899 – Прелюдия и фугета ре минор
- BWV 900 – Прелюдия и фугета ми минор
- BWV 901 – Прелюдия и фугета фа мажор
- BWV 902 – Прелюдия и фугета сол мажор
- BWV 902a – Прелюдия сол мажор (алтернативна версия BWV 902)
- BWV 903 – Хроматическа фантазия и фуга ре минор
- BWV 903a – Хроматическа фантазия ре минор (алтернативна версия BWV 903)
- BWV 904 – Фантазия и фуга ла минор
- BWV 905 – Фантазия и фуга ре минор
- BWV 906 – Фантазия и фуга до минор
- BWV 907 – Фантазия и фугета си-бемол мажор
- BWV 908 – Фантазия и фугета ре мажор
- BWV 909 – Концерт и фуга до минор
- BWV 910 – Токата фа-диез минор
- BWV 911 – Токата до минор
- BWV 912 – Токата ре мажор
- BWV 913 – Токата ре минор
- BWV 914 – Токата ми минор
- BWV 915 – Токата сол минор
- BWV 916 – Токата сол мажор
- BWV 917 – Фантазия сол минор
- BWV 918 – Фантазия до минор
- BWV 919 – Фантазия до минор
- BWV 920 – Фантазия сол минор
- BWV 921 – Прелюдия до минор
- BWV 922 – Прелюдия ла минор
- BWV 923 – Прелюдия си минор (погрешно, вероятно написана от Вилхелм Йероним Пахелбел)

### Малки прелюдии отНотната тетрадка на Вилхелм Фридеман Бах(924—932)
- BWV 924 – Прелюдия до мажор
- BWV 924a – Прелюдия до мажор (алтернативна версия BWV 924)
- BWV 925 – Прелюдия ре мажор
- BWV 926 – Прелюдия ре минор
- BWV 927 – Преамбула фа мажор
- BWV 928 – Прелюдия фа мажор
- BWV 929 – Прелюдия сол минор
- BWV 930 – Прелюдия сол минор
- BWV 931 – Прелюдия ла минор
- BWV 932 – Прелюдия ми минор

### Шест малки прелюдии (933—938)
- BWV 933 – До мажор
- BWV 934 – До минор
- BWV 935 – Ре минор
- BWV 936 – Ре мажор
- BWV 937 – Ми мажор
- BWV 938 – Ми минор

### Пет прелюдии от колекцията на Йохан Петер Келнер (939—943)
- BWV 939 – До мажор
- BWV 940 – Ре минор
- BWV 941 – Ми минор
- BWV 942 – ла минор
- BWV 943 – До мажор

### Фуги и фугети (944—962)
- BWV 944 – Фуга ла минор
- BWV 945 – Фуга ми минор
- BWV 946 – Фуга до мажор
- BWV 947 – Фуга ла минор
- BWV 948 – Фуга ре минор
- BWV 949 – Фуга ла мажор
- BWV 950 – Фуга ла мажор на тема Албинони
- BWV 951 – Фуга си минор на тема Албинони
- BWV 951a – Фуга си минор (алтернативна версия BWV 951)
- BWV 952 – Фуга до мажор
- BWV 953 – Фуга до мажор
- BWV 954 – Фуга си-бемол мажор на тема Райнкен
- BWV 955 – Фуга си-бемол мажор
- BWV 956 – Фуга ми минор
- BWV 957 – Фуга сол мажор
- BWV 958 – Фуга ла минор
- BWV 959 – Фуга ла минор
- BWV 960 – Фуга ми минор
- BWV 961 – Фугета до минор
- BWV 962 – Фугета ми минор

### Сонатии техни части (963—970)
- BWV 963 – Соната ре мажор
- BWV 964 – Соната ре минор (преработка на соната № 2 за цигулка соло, BWV 1003)
- BWV 965 – Соната ла минор (по Hortus Musicus Райнкен, № 1—5)
- BWV 966 – Соната до мажор (по Hortus Musicus Райнкен, № 11—15)
- BWV 967 – Соната ла минор (само една част, преработка на сонати от неизвестен автор)
- BWV 968 – Адажио сол мажор (по първа част на соната № 3 за цигулка соло, BWV 1005)
- BWV 969 – Анданте сол минор
- BWV 970 – Престо ре минор

### Италиански концертиз сборника Clavier-Übung II (971)
- BWV 971 – Италиански концерт фа мажор

### Преработки на концерти на други композитори за пиано (972—987)
- BWV 972 – Концерт ре мажор (преработка на концерта на Вивалди Op. 3/7 RV567)
- BWV 973 – Концерт сол мажор (преработка на концерта на Вивалди Op. 7/2 RV188)
- BWV 974 – Концерт ре минор (преработка на концерта ре минор на Марчело)
- BWV 975 – Концерт сол минор (преработка на концерта на Вивалди Op. 4/6 RV316a)
- BWV 976 – Концерт до мажор (преработка на концерта на Вивалди Op. 3/12 RV265)
- BWV 977 – Концерт до мажор (източник неизвестен, вероятно преработка на концерта на Марчело)
- BWV 978 – Концерт фа мажор (преработка на концерта на Вивалди Op. 3/3 RV310)
- BWV 979 – Концерт си минор (източник неизвестен, вероятно преработка на концерта на Торели за цигулка)
- BWV 980 – Концерт сол мажор (преработка на концерта на Вивалди Op. 4/1 RV383a)
- BWV 981 – Концерт до минор (вероятно преработка на концерта на Марчело Op. 1/2)
- BWV 982 – Концерт си-бемол мажор (преработка на концерта на граф Йохан Ернст Op. 1/1)
- BWV 983 – Концерт сол минор (източник неизвестен)
- BWV 984 – Концерт до мажор (преработка на концерта на граф Йохан Ернст) (виж BWV 595 версия за орган)
- BWV 985 – Концерт сол минор (преработка на концерта на Георг Филип Телеман)
- BWV 986 – Концерт сол мажор (преработка на концерт, приписван на Телеман)
- BWV 987 – Концерт ре минор (преработка на концерта на граф Йохан Ернст Op. 1/4)

### Вариациии други произведения за пиано (988—994)
- BWV 988 – Голдберг-вариации (ария с 30 вариации, напечатана в сборника Clavier-Übung IV)
- BWV 989 – Ария с вариации в италиански стил, ла минор
- BWV 990 – Сарабанда с партита до мажор (адаптация на увертюри към „Белерофон“ (1679) на Люли)
- BWV 991 – Ария с вариации до минор (незавършена, от Нотната тетрадка на Анна Магдалена Бах)
- BWV 992 – Капричио при заминаването на любимия брат си-бемол мажор
- BWV 993 – Капричио ми мажор
- BWV 994 – Апликация до мажор (от Нотната тетрадка на Вилхелм Фридеман Бах)

## Произведения за соло неклавишни инструменти

### Произведения залютнясоло (995—1000)
- BWV 995 – Сюита сол минор (транскрипция на сюита No. 5 за виолончело, BWV 1011)
- BWV 996 – Сюита ми минор
- BWV 997 – Сюита до минор
- BWV 998 – Прелюдия, фуга и алегро ми-бемол мажор
- BWV 999 – Прелюдия до минор
- BWV 1000 – Фуга сол минор

### Сонати и партити зацигулкасоло (1001—1006)
- BWV 1001 – Соната № 1 сол минор
- BWV 1002 – Партита № 1 си минор
- BWV 1003 – Соната № 2 ла минор
- BWV 1004 – Партита № 2 ре минор
- BWV 1005 – Соната № 3 до мажор
- BWV 1006 – Партита № 3 ми мажор
- BWV 1006a – Сюита ми мажор за лютня (транскрипция на цигулкова партита № 3, BWV 1006)

### Сюити завиолончелосоло (1007—1012)
- BWV 1007 – № 1 сол мажор
- BWV 1008 – № 2 ре минор
- BWV 1009 – № 3 до мажор
- BWV 1010 – № 4 ми-бемол мажор
- BWV 1011 – № 5 до минор
- BWV 1012 – № 6 ре мажор

### Партита зафлейтасоло (1013)
- BWV 1013 – Партита ла минор

## Произведения за дует на клавесина с друг инструмент

### Произведения за цигулка и клавир (1014—1026)
- BWV 1014 – Соната за цигулка и клавир си минор
- BWV 1015 – Соната за цигулка и клавир ла мажор
- BWV 1016 – Соната за цигулка и клавир ми мажор
- BWV 1017 – Соната за цигулка и клавир до минор
- BWV 1018 – Соната за цигулка и клавир фа минор
- BWV 1018a – Адажио за цигулка и клавир фа минор (по-ранна версия на 3 част BWV 1018)
- BWV 1019 – Соната за цигулка и клавир сол мажор
- BWV 1019a – Соната за цигулка и клавир сол мажор (по-ранна версия BWV 1019)
- BWV 1020 – Соната за цигулка (или флейта) и клавесин сол мажор (сега я приписват на Карл Филип Емануил Бах – H 542.5)
- BWV 1021 – Соната за цигулка и генерал-бас сол мажор
- BWV 1022 – Соната за цигулка и клавир фа мажор (съмнително)
- BWV 1023 – Соната за цигулка и генерал-бас ми минор
- BWV 1024 – Соната за цигулка и генерал-бас до минор (съмнително)
- BWV 1025 – Сюита за цигулка и клавир ла минор (съмнително)
- BWV 1026 – Фуга за цигулка и клавир сол минор (съмнително)

### Сонати завиола да гамбаи клавир (1027—1029)
- BWV 1027 – № 1 сол мажор (преработка на BWV 1039)
- BWV 1027a – Трио сол мажор за орган (преработка на 4 част BWV 1027)
- BWV 1028 – № 2 ре мажор
- BWV 1029 – № 3 сол минор

### Сонати за флейта и клавир (1030—1035)
- BWV 1030 – Соната за флейта и клавир си минор
- BWV 1030b – Соната сол минор за клавир и неизвестен инструмент (вероятно виола да гамба) – ранна версия BWV 1030, само клавирната партия която се е запазила
- BWV 1031 – Соната за флейта и клавир ми-бемол мажор
- BWV 1032 – Соната за флейта и клавир ла мажор
- BWV 1033 – Соната за флейта и генерал-бас до мажор
- BWV 1034 – Соната за флейта и генерал-бас ми минор
- BWV 1035 – Соната за флейта и генерал-бас ми мажор

### Трио-сонати(1036—1040)
- BWV 1036 – Ре минор за две цигулки и клавир
- BWV 1037 – До мажор за две цигулки и клавир
- BWV 1038 – сол мажор за флейта, цигулка и клавир
- BWV 1039 – сол мажор за две флейти и генерал-бас
- BWV 1040 – Фа мажор за чембало, цигулка и генерал-бас

## Концерти и сюити заоркестър

### Концерти за цигулка (1041—1045)
- BWV 1041 — Концерт за цигулка ла минор
- BWV 1042 – Концерт за цигулка ми мажор
- BWV 1043 – Концерт за две цигулки ре минор
- BWV 1044 – Концерт за флейта, цигулка и клавир ла минор („Троен концерт“) – адаптация на клавирни прелюдии и фуги ла минор BWV 894 (части 1 и 3) и средната част на органна соната ре минор BWV 527 (част 2).
- BWV 1045 – Част от концерт за цигулка ре мажор
- BWV 1056 —Концерт за цигулка сол

### Бранденбургски концерти(1046—1051)
- BWV 1046 – Бранденбургски концерт № 1
  - Allegro, Adagio, Allegro, Adagio и Allegro, Menuetto, Polacca.
- BWV 1046a – Тригласна инвенция фа мажор (ранна версия BWV 1046)
- BWV 1047 – Бранденбургски концерт № 2 фа мажор
  - Allegro, Andante, Allegro assai.
- BWV 1048 – Бранденбургски концерт № 3 сол мажор
  - Allegro, Adagio, Allegro.
- BWV 1049 – Бранденбургски концерт № 4 in сол мажор
  - Allegro, Andante, Presto.
- BWV 1050 – Бранденбургски концерт № 5 in ре мажор
  - Allegro, Affettuoso, Allegro.
- BWV 1050a – Концерт ре мажор (ранна версия BWV 1050)
- BWV 1051 – Бранденбургски концерт № 6 си-бемол мажор
  - Allegro, Allegro ma non tanto, Allegro.

### Концерти за клавесин (1052—1065)
- BWV 1052 – Концерт за клавесина и струнни инструменти ре минор (преработка на изгубен концерт за цигулка)

(възстановени: 1 и 2 част – BWV 146 (Sinfonia, Coro), 3 част – BWV 188 (Sinfonia))
- BWV 1053 – Концерт за клавесин и струнни инструменти ми мажор (вероятно преработка на изгубен концерт за чембало)

(възстановени: 1 и 2 част – BWV 169 (Sinfonia, Aria №5), 3 част – BWV 49 (Sinfonia))
- BWV 1054 – Концерт за клавесин и струнни инструменти ре мажор (преработка на концерт за цигулка BWV 1042)
- BWV 1055 – Концерт за клавесин и струнни инструменти ла мажор (преработка на изгубен концерт)
- BWV 1056 – Концерт за клавесин и струнни инструменти фа минор (вероятно преработка на изгубен концерт за цигулка)

(възстановени: 2 часть – BWV 156 (Sinfonia))
- BWV 1057 – Концерт за клавесин, 2 блокфлейти и струнни инструменти фа мажор (преработка на Бранденбургски концерт № 4, BWV 1049)
- BWV 1058 – Концерт за клавесин и струнни инструменти сол минор (преработка на концерт за цигулка BWV 1041)
- BWV 1059 – Фрагмент от концерт.

(възстановен от BWV 35)
- BWV 1060 – Концерт за 2 клавесина и струнни инструменти до минор (преработка на изгубен концерт за цигулка и чембало)
- BWV 1061 – Концерт за 2 клавесина и струнни инструменти до мажор (оригинална версия за 2 клавесина – BWV 1061a)
- BWV 1062 – Концерт за 2 клавесина и струнни инструменти до минор (преработка на концерт за 2 цигулки BWV 1043)
- BWV 1063 – Концерт за 3 клавесина и струнни инструменти ре минор
- BWV 1064 – Концерт за 3 клавесина и струнни инструменти до мажор (преработка на изгубен концерт за 3 цигулки)
- BWV 1065 – Концерт за 4 клавесина и струнни инструменти (преработка на концерт за 4 цигулки на Вивалди Op. 3/10, RV580)

### Сюити за оркестър (1066 – 1071)
- BWV 1066 – Сюита за оркестър № 1 до мажор (за дървени духови, струнни и генерал-бас)
  - Увертюра, куранта, гавоти I и II, форлан, менуети I и II, буре I и II, паспие I и II.
- BWV 1067 – Сюита за оркестър № 2 си минор (за флейти, струнни и генерал-бас)
  - Увертюра, рондо, сарабанда, буре I и II, полонеза, менует, скерцо.
- BWV 1068 – Сюита за оркестър № 3 ре мажор (за чембало, тръбни, литавър, струнни и генерал-бас)
  - Увертюра, ария, гавоти I и II, буре, жига.
- BWV 1069 – Сюита за оркестър № 4 ре мажор (за чембало, фагот, тръбни, литавър, струнни и генерал-бас)
  - Увертюра, буре I и II, гавот, менуети I и II, rejouissance („празник“).
- BWV 1070 – Сюита за оркестър сол минор (погрешно, Вилхелм Фридеман Бах)
- BWV 1071 – Тригласна инвенция фа мажор (по-рано групирана с оркестрови сюити, сега известна като BWV 1046a)

## Канони(1072 – 1078)
- BWV 1072 – Canon trias harmonica a 8
- BWV 1073 – Canon a 4 perpetuus
- BWV 1074 – Canon a 4
- BWV 1075 – Canon a 2 perpetuus
- BWV 1076 – Canon triplex a 6
- BWV 1077 – Canone doppio sopr'il soggetto
- BWV 1078 – Canon super fa mi a 7 post tempus misicum

## Късниконтрапунктовипроизведения (1079 – 1080)
- BWV 1079 – Музикално приношение (Musikalisches Opfer)
- BWV 1080 – Изкуството на фугата (Die Kunst der Fuge)

## Работи, открити след първоначалното съставяне на списъка

### Различни (BWV 1081 – 1089)
- BWV 1081 – Credo in unum Deum фа мажор (за хор)
- BWV 1082 – Suscepit Israel puerum suum (за хор)
- BWV 1083 – Tilge, Höchster, meine Sünden (мотет, пародия на „Stabat Mater“ Перголези)
- BWV 1084 – O hilf, Christe, Gottes Sohn (хорал)
- BWV 1085 – O Lamm Gottes, unschuldig (хорална прелюдия)
- BWV 1086 – Canon concordia discors (за органа)
- BWV 1087 – 14 канона върху първите 8 ноти от тема на Голдберг-вариации
- BWV 1088 – So heb ich denn mein Auge sehnlich auf (ария за бас)
- BWV 1089 – Da Jesus an dem Kreutze stund (хорал)

### Ноймайстерски хорали (BWV 1090 – 1120)
- BWV 1090 – Wir Christenleut
- BWV 1091 – Das alte Jahr vergangen ist
- BWV 1092 – Herr Gott, nun schleuß den Himmel auf
- BWV 1093 – Herzliebster Jesu, was hast du verbrochen
- BWV 1094 – O Jesu, wie ist dein Gestalt
- BWV 1095 – O Lamm Gottes unschuldig
- BWV 1096 – Christe, der du bist Tag und Licht (или Wir danken dir, Herr Jesu Christ)
- BWV 1097 – Ehre sei dir, Christe, der du leidest Not
- BWV 1098 – Wir glauben all an einen Gott
- BWV 1099 – Aus tiefer Not schrei ich zu dir
- BWV 1100 – Allein zu dir, Herr Jesu Christ
- BWV 1101 – Durch Adams Fall ist ganz verderbt
- BWV 1102 – Du Friedefürst, Herr Jesu Christ
- BWV 1103 – Erhalt uns, Herr, bei deinem Wort
- BWV 1104 – Wenn dich Unglück tut greifen an
- BWV 1105 – Jesu, meine Freude
- BWV 1106 – Gott ist mein Heil, mein Hilf und Trost
- BWV 1107 – Jesu, meines Lebens Leben
- BWV 1108 – Als Jesus Christus in der Nacht
- BWV 1109 – Ach Gott, tu dich erbarmen
- BWV 1110 – O Herre Gott, dein göttlich Wort
- BWV 1111 – Nun lasset uns den Leib begrab'n
- BWV 1112 – Christus, der ist mein Leben
- BWV 1113 – Ich hab mein Sach Gott heimgestellt
- BWV 1114 – Herr Jesu Christ, du höchstes Gut
- BWV 1115 – Herzlich lieb hab ich dich, o Herr
- BWV 1116 – Was Gott tut, das ist wohlgetan
- BWV 1117 – Alle Menschen müssen sterben
- BWV 1118 – Werde munter, mein Gemüte
- BWV 1119 – Wie nach einer Wasserquelle
- BWV 1120 – Christ, der du bist der helle Tag

### Разни произведения за орган (BWV 1121 – 1126)
- BWV 1121 – Фантазия
- BWV 1122 – Denket doch, Ihr Menschenkinder
- BWV 1123 – Wo Gott zum Haus nicht gibt sein Gut
- BWV 1124 – Ich ruf zu Dir, Herr Jesu Christ
- BWV 1125 – O Gott, du frommer Gott
- BWV 1126 – Lobet Gott, unsern Herrn

### Строфическа ария (BWV 1127)
- BWV 1127 – Alles mit Gott, und nichts ohn' ihn (открита през юни 2005 г.)

## BWV Anh. 43 – 189 (приложение)

### Различни
- BWV Anh. 43 – Фуга – органно произведение
- BWV Anh. 44 – Фуга – органно произведение
- BWV Anh. 45 – Фуга – органно произведение
- BWV Anh. 46 – Трио – органно произведение
- BWV Anh. 47 – Ach Herr, mich armen Sünder – съмнително произведение
- BWV Anh. 48 – Allein Gott in der Höh' sei Ehr – съмнително произведение
- BWV Anh. 49 – Ein feste Burg ist unser Gott – съмнително произведение
- BWV Anh. 50 – Erhalt uns, Herr, bei deinem Wort – съмнително произведение
- BWV Anh. 51 – Erstanden ist der heilige Christ – съмнително произведение
- BWV Anh. 52 – Freu dich sehr, o meine Seele – съмнително произведение
- BWV Anh. 53 – Freu dich sehr, o meine Seele – съмнително произведение
- BWV Anh. 54 – Helft mir Gottes Güte preisen – съмнително произведение
- BWV Anh. 55 – Herr Christ, der einig' Gottes Sohn – съмнително произведение
- BWV Anh. 56 – Herr Jesu Christ, dich zu uns wend' – съмнително произведение
- BWV Anh. 57 – Jesu Leiden, Pein und Tod – съмнително произведение
- BWV Anh. 58 – Jesu, meine Freude – съмнително произведение
- BWV Anh. 59 – Jesu, meine Freude – съмнително произведение
- BWV Anh. 60 – Non lob', mein' Seel' den Herren – съмнително произведение
- BWV Anh. 61 – O Mensch, bewein' dein' Sünde groß – съмнително произведение
- BWV Anh. 62a – Sei Lob und Ehr mit hohem Preis – съмнително произведение
- BWV Anh. 62b – Sei Lob und Ehr mit hohem Preis – съмнително произведение
- BWV Anh. 63 – Von Himmel hoch – съмнително произведение
- BWV Anh. 64 – Von Himmel hoch – съмнително произведение
- BWV Anh. 65 – Von Himmel hoch – съмнително произведение
- BWV Anh. 66 – Wachet auf, ruft uns die Stimme – съмнително произведение
- BWV Anh. 67 – Was Gott tut, das ist wohlgetan – съмнително произведение
- BWV Anh. 68 – Wer nur den lieben Gott läßt walten – съмнително произведение
- BWV Anh. 69 – Wir glauben all' an einen Gott – съмнително произведение
- BWV Anh. 70 – Wir glauben all' an einen Gott – съмнително произведение
- BWV Anh. 71 – Wo Gott, der Herr, nicht bei uns hält – съмнително произведение
- BWV Anh. 72 – Canon – съмнително произведение
- BWV Anh. 77 – Herr Christ, der einig' Gottes Sohn – съмнително произведение
- BWV Anh. 78 – Wenn wir in höchsten Nöten sein – съмнително произведение
- BWV Anh. 79 – Befiehl du deine Wege – съмнително произведение
- BWV Anh. 107 – Фуга – съмнително произведение
- BWV Anh. 108 – Фуга – съмнително произведение
- BWV Anh. 109 – Фуга – съмнително произведение
- BWV Anh. 110 – Фуга – съмнително произведение
- BWV Anh. 111 – Largo & Allegro – съмнително произведение
- BWV Anh. 112 – Grave – съмнително произведение

### Нотна тетрадка на Анна Магдалена Бах (BWV Anh. 113 – 132)
- BWV Anh. 113 – Менует – съмнително произведение
- BWV Anh. 114 – Менует – приписва се на Христиан Пецолд
- BWV Anh. 115 – Менует – приписва се на Пецолд
- BWV Anh. 116 – Менует – съмнително произведение
- BWV Anh. 117a – Менует – съмнително произведение
- BWV Anh. 117b – Менует – съмнително произведение
- BWV Anh. 118 – Менует – съмнително произведение
- BWV Anh. 119 – Полонеза – съмнително произведение
- BWV Anh. 120 – Менует – съмнително произведение
- BWV Anh. 121 – Менует – съмнително произведение
- BWV Anh. 122 – Марш – Карл Филип Емануил Бах
- BWV Anh. 123 – Полонеза – К. Ф. Е. Бах
- BWV Anh. 124 – Марш – К. Ф. Е. Бах
- BWV Anh. 125 – Полонеза – К. Ф. Е. Бах
- BWV Anh. 126 – Musette – съмнително произведение
- BWV Anh. 127 – Марш – съмнително произведение
- BWV Anh. 128 – Полонеза – съмнително произведение
- BWV Anh. 129 – Соло – К. Ф. Е. Бах
- BWV Anh. 130 – Полонеза – Йохан Адолф Хасе
- BWV Anh. 131 – Пиеса – съмнително произведение
- BWV Anh. 132 – Менует – съмнително произведение

### Други съмнителни произведения (BWV Anh. 133 – 153)
- BWV Anh. 133 – Фантазия
- BWV Anh. 134 – Скерцо
- BWV Anh. 135 – Буслеска
- BWV Anh. 136 – Трио
- BWV Anh. 137 – L'Intrada della Caccia
- BWV Anh. 138 – Continuazione della Caccia
- BWV Anh. 139 – Il Fine delle Caccia – I
- BWV Anh. 140 – Il Fine delle Caccia – II
- BWV Anh. 141 – Псалм O Gott die Christenhalt
- BWV Anh. 142 – Псалм 110
- BWV Anh. 143 – Полонеза
- BWV Anh. 144 – Полонеза-трио
- BWV Anh. 145 – Марш
- BWV Anh. 146 – Марш
- BWV Anh. 147 – La Combattuta
- BWV Anh. 148 – Скерцо
- BWV Anh. 149 – Менует
- BWV Anh. 150 – Трио
- BWV Anh. 151 – Концерт
- BWV Anh. 152 – Концерт
- BWV Anh. 153 – Соната

### Погрешно приписвани на Бах произведения (BWV Anh. 158 – 189)
- BWV Anh. 158 – Ария Andro dall' colle al prato
- BWV Anh. 159 – Мотет Ich lasse dich nicht, du segnest mich denn
- BWV Anh. 160 – Мотет Jauchzet dem Herrn, alle Welt
- BWV Anh. 161 – Мотет Kundlich gross ist das gottselige Geheimnis
- BWV Anh. 162 – Мотет Lob und Ehre und Weishelt und Dank
- BWV Anh. 163 – Мотет Merk aud, mein Herz, und sieh dorthin
- BWV Anh. 164 – Мотет Nun danket alle Gott
- BWV Anh. 165 – Мотет Unser Wandel ist im Himmel
- BWV Anh. 177 – Прелюдия и фуга
- BWV Anh. 178 – Токата quasi Fantasia и фуга
- BWV Anh. 179 – Фантазия
- BWV Anh. 180 – Фуга
- BWV Anh. 181 – Фуга
- BWV Anh. 182 – Пасакалия
- BWV Anh. 183 – Рондо, Les Bergeries – Франсоа Купрен, в Нотната тетрадка на Анна Магдалена Бах
- BWV Anh. 184 – Соната
- BWV Anh. 185 – Соната
- BWV Anh. 186 – Соната
- BWV Anh. 187 – Трио
- BWV Anh. 188 – Соната (концерт) за 2 клавесина
- BWV Anh. 189 – Концерт ла минор

## Възстановени концерти
Всички изброени по-долу концерти са възстановени от концертите за клавир (Бах често правел преработки на своите произведения за различни инструменти и някои от оригиналните произведения понастоящем са изгубени).
- B W V 1052r —Концерт за цигулка ре минор
- B W V 1053r – Концерт за oboe d'amore ре мажор / концерт за чембало фа мажор
- B W V 1055r – Концерт за oboe d'amore ла мажор
- B W V 1056r —Концерт за цигулка сол минор / концерт за чембало сол минор
- B W V 1059r – Концерт за чембало ре минор (възстановен от BWV 1059 и няколко кантати – това е най-спорната реконструкция, защото от оригиналното произведение до наши дни са достигнали едва 10 такта)
- B W V 1060r – Концерт за цигулка и чембало до минор/ре минор
- B W V 1064r – Концерт за три цигулки ре мажор